# 바티나 지방

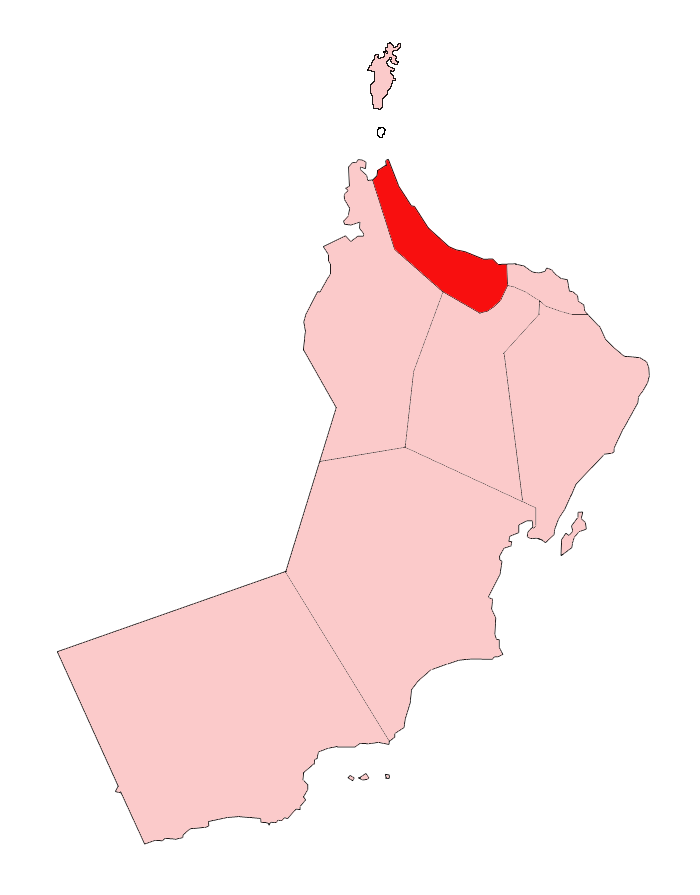
바티나 지방의 위치

바티나 지방(아랍어: منطقة الباطنة)은 오만 북부에 있던 지방으로 행정 중심지는 소하르이며 인구는 653,505명(2003년 기준), 면적은 12,500km2이다. 서쪽으로는 부라이미주, 남쪽으로는 다히라 지방(다히라주)과 다킬리야 지방(다킬리야주), 동쪽으로는 무스카트주, 북쪽으로는 아라비아해와 접하고 있었으며 북서쪽으로는 아랍에미리트와 국경을 접하고 있었다. 2011년 10월 28일에 실시된 행정 구역 개편에 따라 북바티나주와 남바티나주로 나뉘면서 폐지되었다.